# Columbus City
Pour les articles homonymes, voir Columbus.
Columbus City est une ville du  comté de Louisa, en Iowa, aux États-Unis. Elle est incorporée le 26 novembre 1870.

## Source de la traduction
- (en) Cet article est partiellement ou en totalité issu de l’article de Wikipédia en anglais intitulé « Columbus City, Iowa » (voir la liste des auteurs).